# Vasabron, Stockholm

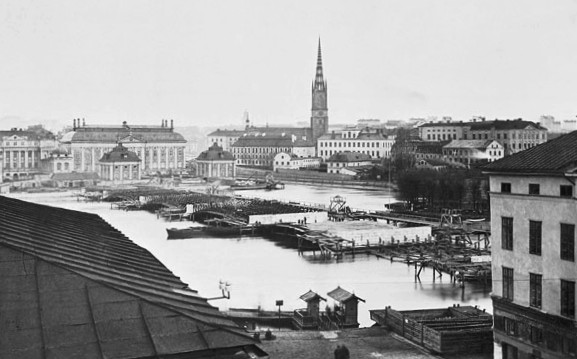
Vasabron byggs, 1876.

Vasabron är en bro i centrala Stockholm som förbinder Norrmalm med Gamla stan. Bron börjar i norr vid Fredsgatan och Tegelbacken och slutar vid Riddarhuskajen i söder. Bron är 207,6 meter lång, 17,7 meter bred och blåmärkt av Stadsmuseet i Stockholm, vilket är det starkaste skyddet och innebär "att bebyggelsen bedöms ha synnerligen höga kulturhistoriska värden".

## Historik
Vasabron byggdes mellan 1875 och 1878 och var för sin tid tekniskt mycket avancerad med bland annat fundament av undervattensgjuten betong och Sveriges första brobågar av gjutstål från närbelägna Atlas verkstäder.  Redan 1830 hade ett förslag till en hängbro diskuterats men i en tävling 1847–1848 antogs förslaget till en gjutjärnsbro av Georg Theodor Chiewitz (1815-1862), som först trettio år senare hade realiserats genom slutgiltiga ritningar av Edvard von Rothstein.
Bron har sju spann av gjutstål och vackra räcken och lyktbärare av gjutjärn. De ursprungliga gaslyktorna ersattes 1911 av nuvarande, som är formgivna i jugendstil av arkitekt Agi Lindegren. Bron har en för sin tid modern grundläggning med undervattensgjutna betongfundament. Bron byggdes på AB Atlas fabriker på Atlasområdet i Vasastaden. De rikligt dekorerade lyktbärarna göts hos Skoglund & Olson i Gävle. 1909 byggdes Vasabron om för att klara spårvagnstrafik. Från Vasabrons mitt leder bron Strömsborgsbron till Strömsborg. När Centralbron kom till år 1959 förlorade Vasabron sin betydelse som huvudtrafikled.
I april 2025 rapporterades att Trafikkontorets analys visat att bron var i ett sådant dåligt skick att den behöver rivas. Arbetet med att resa en ny bro kan ta upp till fyra år. Under tiden ska den befintliga bron förstärkas. Fordon med en vikt som överstiger 12 ton tillåts inte passera över bron.

## Panorama

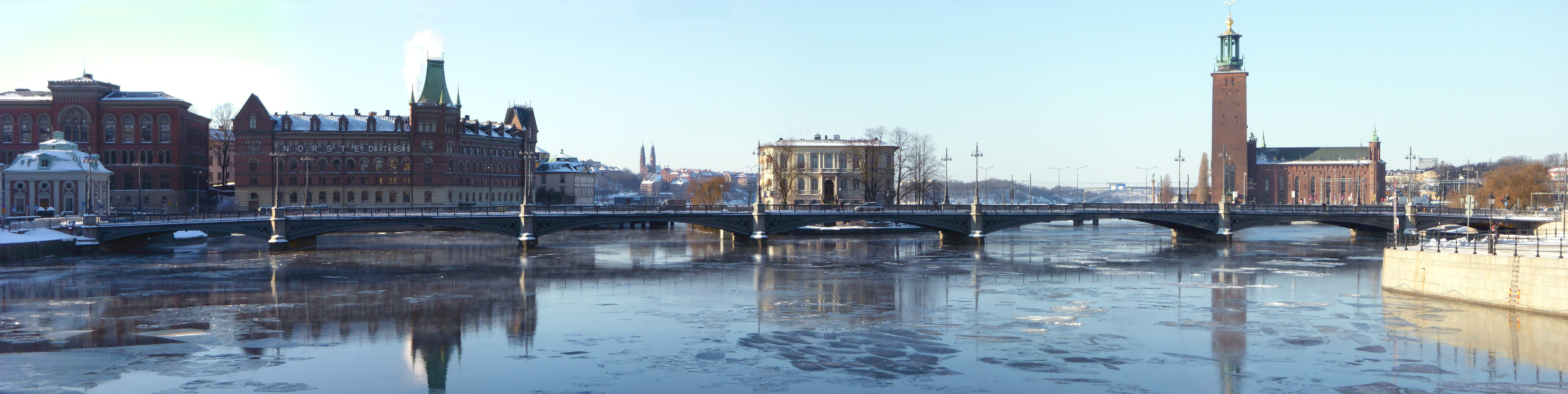
Hela Vasabron, vy mot väster från Riksbron. Längst till vänster syns Gamla riksarkivet och Norstedtshuset, i mitten Strömsborg och längst till höger Stockholms stadshus, 2011.

## Detaljbilder

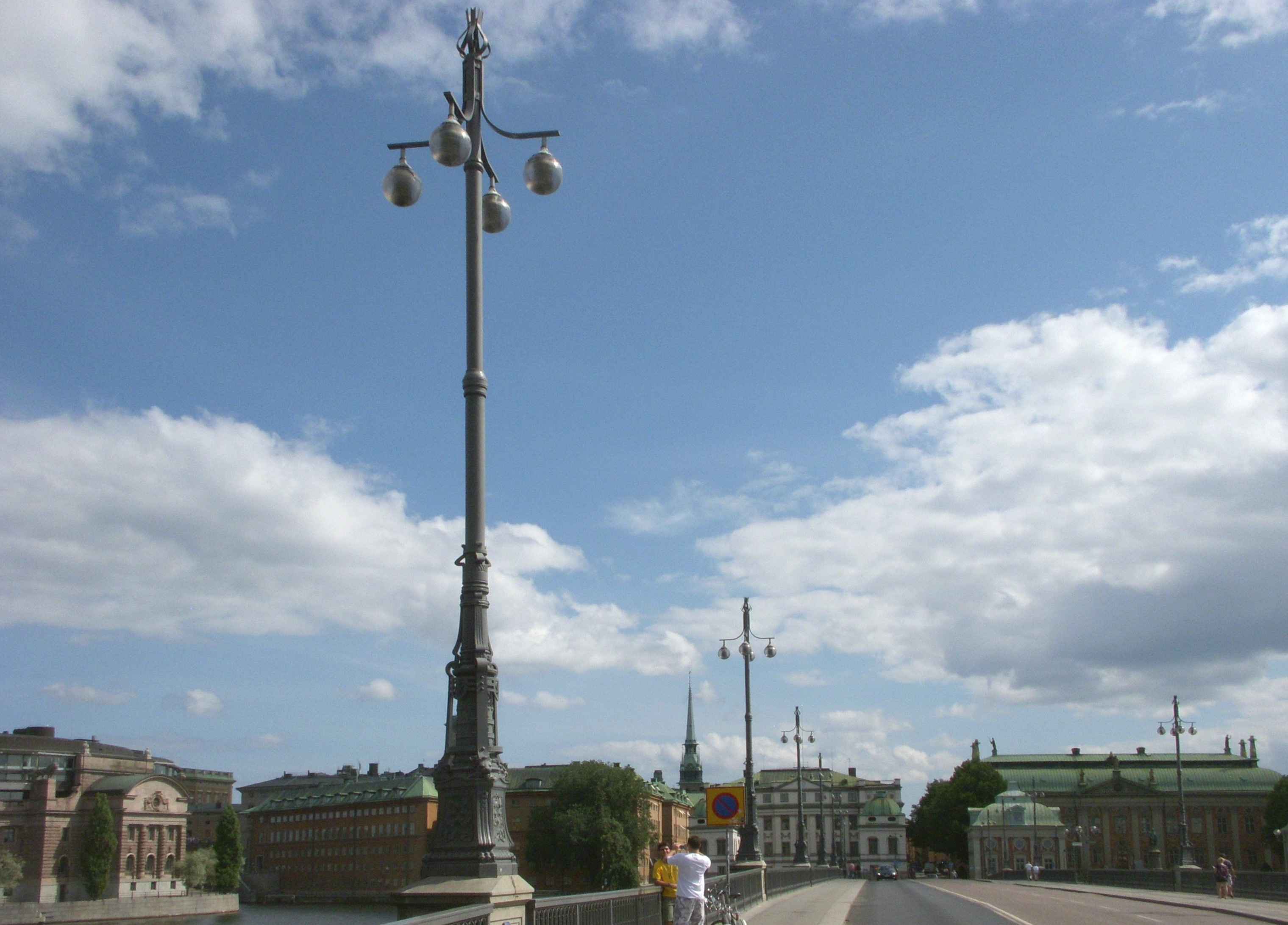
Vasabrons belysning.
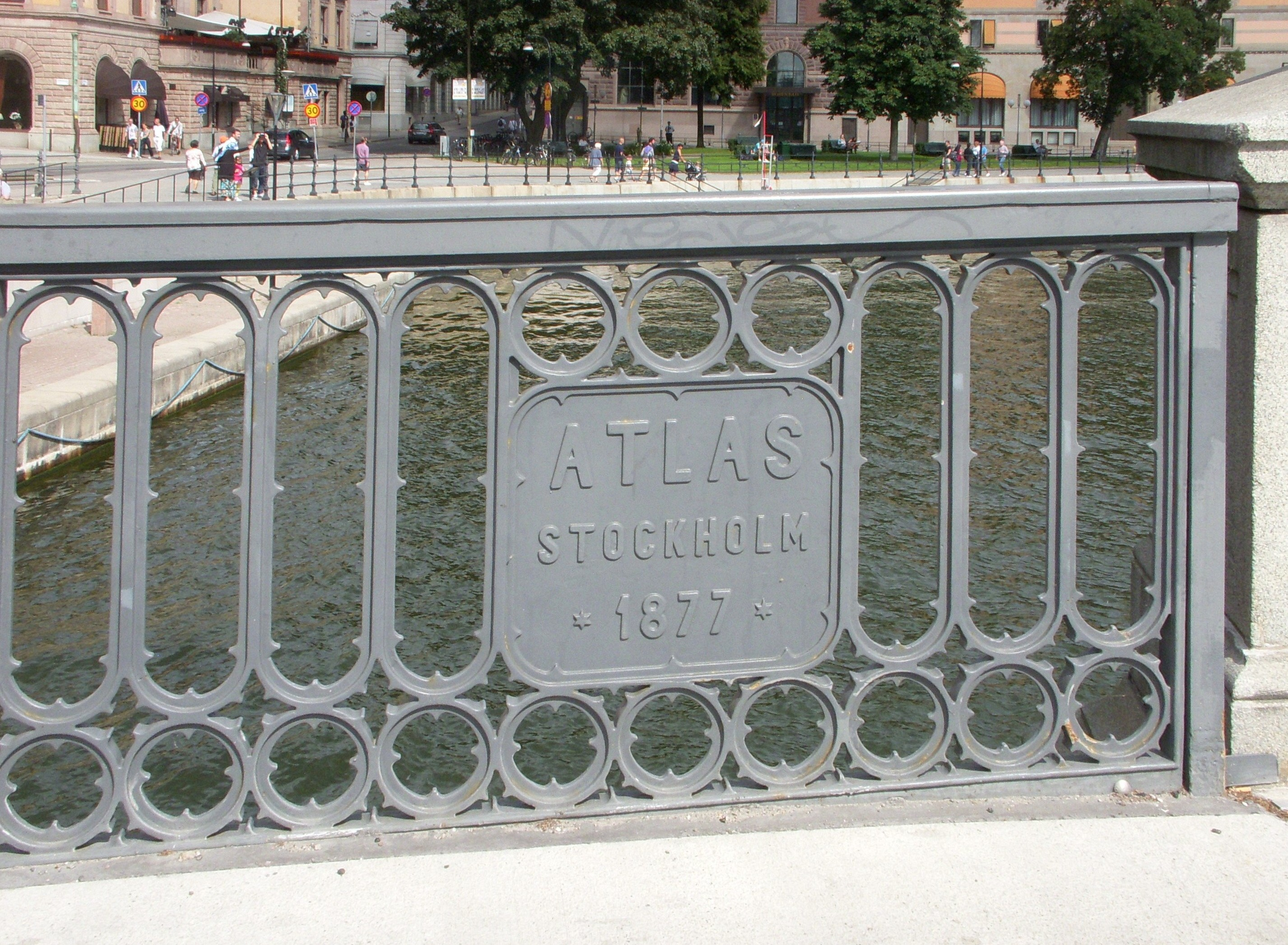
Räcke med "Atlas 1877".
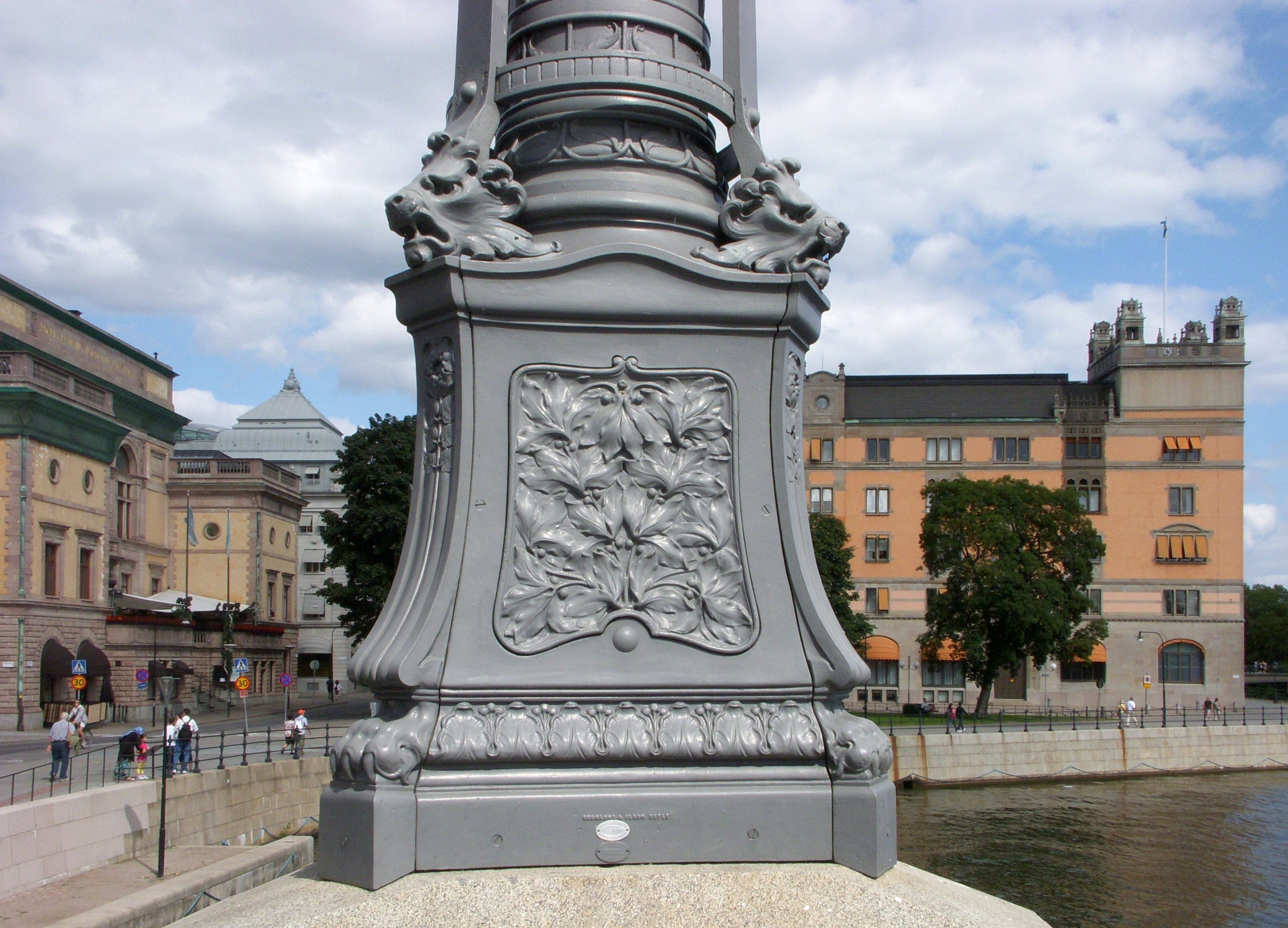
Lyktbärare av gjutjärn
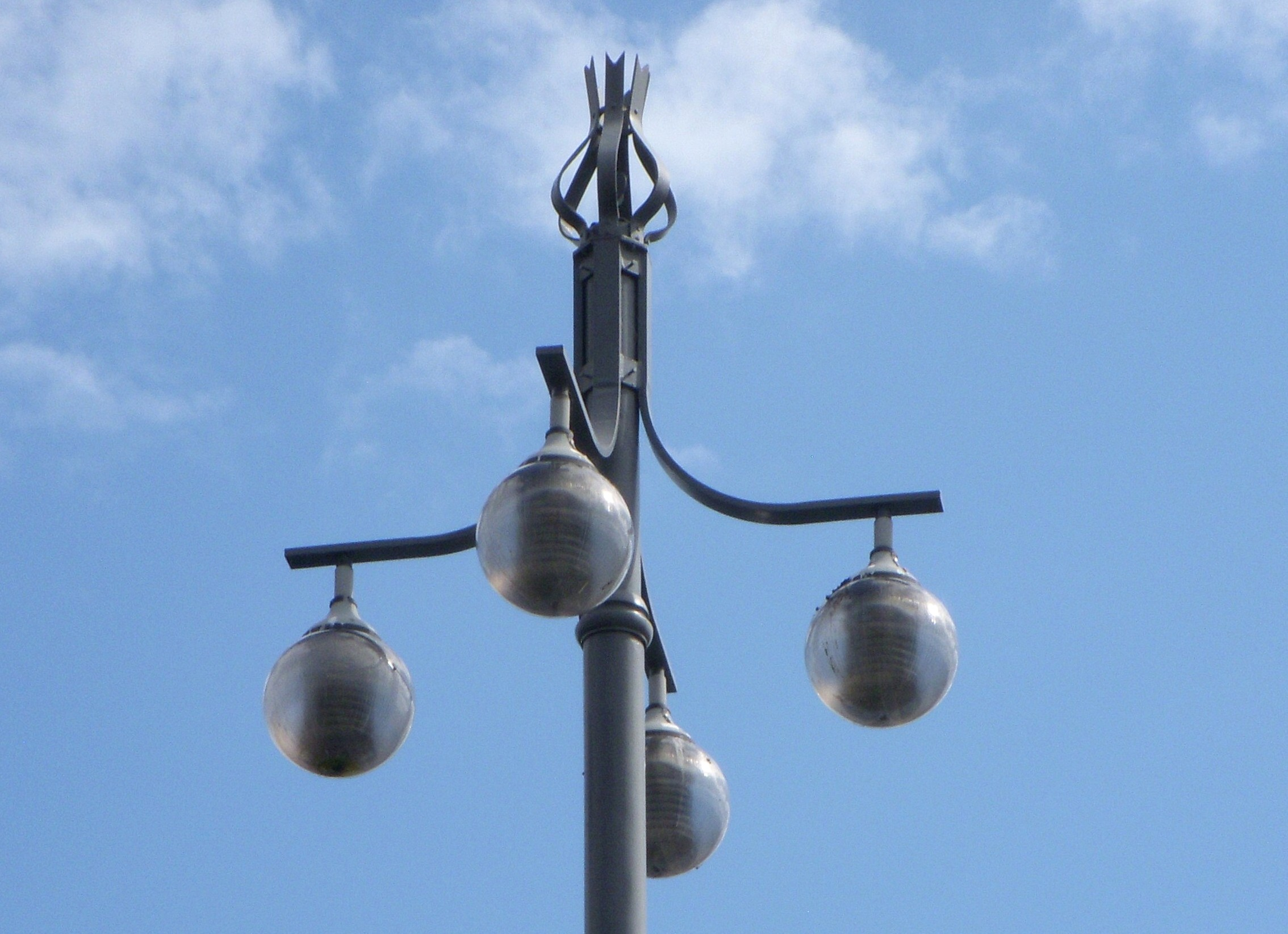
Belysningsarmatur i jugend.